# Kasih Raja
Kasih Raja is een bestuurslaag in het regentschap Ogan Ilir van de provincie Zuid-Sumatra, Indonesië. Kasih Raja telt 1347 inwoners (volkstelling 2010).